# Salzgeber (Filmverleih)
Salzgeber (offiziell Salzgeber & Co. Medien GmbH), ehemals Edition Salzgeber, ist ein unabhängiger deutscher Filmverleih mit Sitz in Berlin. Er wurde 1985 von Manfred Salzgeber gegründet und gilt als traditioneller Verleih des Queer Cinema. Seit 2014 betätigt sich Salzgeber auch im Verlagsgeschäft.

## Geschichte
Manfred Salzgeber wurde 1985 auf den Film Buddies von Arthur Bressan, Jr. aufmerksam, der AIDS thematisierte, an den sich jedoch kein deutscher Verleih oder Fernsehsender heranwagte. Daraufhin gründete er selbst die Edition Salzgeber, in der fortan Filme rund um AIDS und schwul-lesbische Thematiken abseits des Mainstreams Platz fanden. Seit 1992 existiert neben dem Verleih auch ein gleichnamiges Video- und DVD-Label, das die Filme auch für den Home-Entertainment-Markt zur Verfügung stellt.
Nach dem Tod des Gründers 1994 übernahm Björn Koll als einer seiner Erben die Geschäftsführung des Verleihs unter leicht verändertem Namen als Salzgeber Filmverleih und später als Salzgeber & Co. Medien GmbH. Björn Koll leitete das Unternehmen von 1994 bis 2023. Weitere bedeutende Ereignisse waren 2004 die Beteiligung am Projekt CinemaNet Europe (European DocuZone), womit die Einführung des digitalen Kinos in Deutschland vorangetrieben wurde, und 2006 der Start der Reihe Classica im Kino in Zusammenarbeit mit Classica und der Deutschen Grammophon, womit Opern- und Ballett-Inszenierungen ins Kino gebracht werden.
Nachdem Salzgeber ab 2010 temporär am Querverlag beteiligt gewesen war, betreibt Salzgeber seit 2014 auch ein eigenes Buchprogramm. Unter eigener Regie erschienen eine Neuausgabe von Tennessee Williams’ Roman Moise und die Welt der Vernunft und drei Bildbände, ab 2017 kam es zu einer Kooperation mit dem Hamburger Männerschwarm Verlag. 2017 übernahm Salzgeber den Bruno Gmünder Verlag und im September 2018 den Männerschwarm Verlag. Zur neu gegründeten Salzgeber Buchverlage GmbH gehört daneben der Albino Verlag.
Die vom Verleih organisierte monatliche Filmreihe queerfilmnacht bringt nicht heterosexuelle Filme gezielt auch in die Kinos mittelgroßer deutscher Städte. Salzgeber ist Herausgeber des Online-Magazin Sissy, welches nicht heterosexuelles Kino und nicht heterosexuelle Literatur zum Thema hat. Seit 2019 veranstaltet der Verleih das queerfilmfestival, auf dem die herausragenden nicht heterosexuellen Filme des Jahres vorgestellt werden.

## Programm
Im Verleih von Salzgeber sind Filme des nicht heterosexuellen Kinos erschienen, u. a. von Derek Jarman, Monika Treut, Gus Van Sant, João Pedro Rodrigues, Sébastien Lifshitz, Jan Krüger, Apichatpong Weerasethakul, Ira Sachs, Christophe Honoré und Yann Gonzalez. Aber auch Filme, ohne LGBT-Thematik, wie das israelische Scheidungsdrama Get – Der Prozess der Viviane Amsalem, sind im Programm des Verleihs oder Filme von Paulus Manker. Im Programm des Verleihs finden sich überdies Dokumentarfilme u. a. von Volker Koepp, Greta Schiller, Gerd Kroske, Annekatrin Hendel, Britta Wauer, Ruth Beckermann und Raoul Peck. Wie bei den Spielfilmen dominiert hier die Perspektive der Außenseiter. Ein thematischer Schwerpunkt liegt auf Filmen zu historischen Themen, etwa zur jüdischen Kultur und Geschichte. Salzgeber hat zahlreiche Debütfilme im Programm, zum Beispiel die ersten Filme von Leonie Krippendorff (Looping, 2016), Monja Art (Siebzehn), Susanne Heinrich (Das melancholische Mädchen) und Faraz Shariat (Futur Drei).

## Auszeichnungen
Die Salzgeber & Co. Medien GmbH wurde für ihre Arbeit mit mehreren Auszeichnungen bedacht:
- fünfmal mit dem deutschen Verleiherpreis: 1994, 1999 (BMI), 2003, 2013 und 2018 (BKM)
- auf der Berlinale 2004 mit einem Spezial-Teddy

## Belege
1. 1 2  Edition Salzgeber beteiligt sich an Querverlag. In: boersenblatt.net. Börsenblatt, 26. Januar 2010, abgerufen am 22. Juli 2015.
2. ↑  Salzgeber kooperiert mit Männerschwarm. In: Queer.de. 21. Dezember 2016, abgerufen am 16. März 2020.
3. ↑  Salzgeber übernimmt Männerschwarm. In: Queer.de. 18. September 2018, abgerufen am 16. März 2020.
4. ↑  Salzgeber Buchverlage. Abgerufen am 16. März 2020.